# Tau (2π)
En matemáticas, tau (τ) es una constante propuesta por Bob Palais, Peter Harremoes, Hermann Laurent, Fred Hoyle, Michael Hartl, y otros, como reemplazo para la constante del círculo, π. Su principal argumento es que los círculos son definidos de forma más natural por su radio que por su diámetro. El valor de {\displaystyle \tau =2\pi }, o aproximadamente 6.28318, aparece más frecuentemente en las matemáticas.
Varios símbolos han sido sugeridos, incluyendo {\displaystyle 2\pi } (Laurent), {\displaystyle \pi \!\!\!\!\;\pi } (Palais), {\displaystyle \varpi } (Harremoes), y {\displaystyle \tau } (Hartl). El símbolo τ fue escogido en referencia a τορνος (vuelta en griego) dado que en matemáticas τ-radianes son equivalentes a una vuelta completa.

## Ventajas propuestas

Algunos ángulos especiales en radianes usando τ

Palais y Hartl dicen tener un número de ventajas al usar τ en vez de π.
- Los tan llamados "ángulos especiales", que necesitan ser memorizados cuando se usa π, simplemente se vuelven fracciones de un círculo completo, que son {\displaystyle {\scriptstyle {\frac {1}{2}}}\tau }, {\displaystyle {\scriptstyle {\frac {1}{3}}}\tau }, {\displaystyle {\scriptstyle {\frac {1}{4}}}\tau }, {\displaystyle {\scriptstyle {\frac {1}{6}}}\tau } y {\displaystyle {\scriptstyle {\frac {1}{12}}}\tau }. Es más fácil explicar que un octavo de un círculo corresponde a {\displaystyle {\scriptstyle {\frac {1}{8}}}\tau } radianes, que a {\displaystyle {\scriptstyle {\frac {1}{4}}}\pi } radianes.[6] Hartl describe el uso de π en este contexto como un "desastre pedagógico".
- El factor 2π, presente en varias fórmulas como la distribución normal y transformación de Fourier, puede ser reemplazado por {\displaystyle \tau }, de esta manera simplificándolas.[4]
- El período de las funciones coseno y seno es τ en lugar de 2π, lo cual es más simple y más intuitivo.[4]
- La fórmula de la circunferencia de un círculo se vuelve simplemente  τr, sin introducir el factor 2.
- La fórmula del área de un círculo {\displaystyle ({\scriptstyle {\frac {1}{2}}}\tau r^{2})} y la fórmula del área de una sección circular {\displaystyle ({\scriptstyle {\frac {1}{2}}}\theta r^{2})} tienen formas idénticas, de esta manera los estudiantes tienen que aprender una sola fórmula en lugar de dos. (Un círculo completo es solo la sección circular con {\displaystyle \theta =\tau })

## Otras lecturas
- Hartl, Michael (28 de junio de 2010). «The Tau Manifesto». Tau Day. Consultado el 3 de julio de 2011.
- «The Pi Manifesto». 4 de julio de 2011. Archivado desde el original el 8 de julio de 2011. Consultado el 7 de julio de 2011.
- «On National Tau Day, Pi Under Attack». Fox News Channel. NewsCore. 28 de junio de 2011. Consultado el 3 de julio de 2011.
- Springmann, Alessondra (28 de junio de 2011). «Tau Day: An Even More Fundamental Holiday Than Pi Day». PC World. Archivado desde el original el 1 de julio de 2011. Consultado el 3 de julio de 2011.
- Palmer, Jason (28 de junio de 2011). «'Tau day' marked by opponents of maths constant pi». BBC News. Consultado el 3 de julio de 2011.